# Astegopteryx neelagiriensis
Astegopteryx neelagiriensis är en insektsart. Astegopteryx neelagiriensis ingår i släktet Astegopteryx och familjen långrörsbladlöss. Inga underarter finns listade i Catalogue of Life.